# إسطركن ثنائي اللون
إسطركن ثنائي اللون (الاسم العلمي:Strychnos bicolor) هو نوع من النباتات يتبع جنس الإسطركن من الفصيلة اللوغانية.